# Nadelhorn
El Nadelhorn és una muntanya de 4.327 metres que es troba a la regió del Valais a Suïssa.